# Cerodontha cornigera
Cerodontha cornigera este o specie de muște din genul Cerodontha, familia Agromyzidae, descrisă de Meijere în anul 1934. Conform Catalogue of Life specia Cerodontha cornigera nu are subspecii cunoscute.